# Mihai Coșcodan
Mihai Coșcodan (n. 17 octombrie 1940, Năpădeni, raionul Ungheni, Republica Moldova – d. 29 aprilie 2016, Chișinău, Republica Moldova) a fost un profesor universitar, un om de știință, politician din Republica Moldova.

## Biografie
Mihai Coșcodan  (născut 17 octombrie 1940 Năpădeni, raionul Ungheni, ex-RSS Moldovenească decedat 29 aprilie 2016 ). 
El a fost membru al primului Parlament al Republicii Moldova 1990-1994 (Alegeri legislative în Republica Moldova, 1990) și este unul dintre semnatarii Declarației de Independență, Guvernul Republicii Moldova, a fost în misiunea diplomatică în Bulgaria.

## Biografie 2
Mitrofan Ciobanu, academician
Chișinău,  Noiembrie 2016:
Mihai Coșcodan, o personalitate notorie, om de știință și politician din Moldova s-a născut la 17 octombrie 1940 în satul Năpădeni, raionul Ungheni, Moldova, ani grei și de cumpănă pentru meleagurile noastre. Îndrăgostit de frumusețea plaiului natal și de Codrii fermecători hotărăște în anul 1968, după absolvirea cu mențiune a Școalei Normale (Pedagogice) din Călărași, să-și continue studiile la Universitatea din Tiraspol (Institutul Pedagogic de Stat T. G. Șevcenko din Tiraspol, până in mai 1991), la facultatea de Științe ale Naturii și Geografie, la specialitatea ”Geografie și Biologie”. Numele fraților Mihai și Grigore Cășcodan erau bine cunocute nu numai în colectivul studențesc al universității, dar și de majoritatea orășenilor. Erau printre cei de frunte și la studii, și la sport, și în viața obștească. Activitatea profesională o începe în anul 1963 în calitate de lector universitar la Catedra Geografie Generală și Cartografie, dar în toamna anului 1963 a fost întreruptă pentru doi ani din cauza serviciului militar obligator. În anul 1967 este admis la studii de doctorat în cadrul Universității de Stat ”Ivan Franko” din Livov. La finile anului 1970  susține cu brio teza de doctor în științe geografice și  devine în republică cel mai tânăr doctor în științe geografice. Acest fact e o raritate: puțini susțin teza în așa termini restrânși, deoarece numai pentru obținerea rezultatelor ce prezintă o teză de doctor, de regulă, sunt necesari 3 – 4 ani. Însă capacitățile intelectuale, munca încordată de zi cu zi și dragostea față de Codrii natali au încununat succesul. Problema științifică abordată a fost legată de studiul caracteristicilor microclimatice ale Codrilor. Cunoașterea caractericticelor climatice ale unei zone:
- permit  garantarea  condițiilor favorabile de cultivare al  anumitor produse, excluzind pierderile posibile;
- asigură calitățile necesare pentru anumite produse;
- asigură prognoza riscului influențat de hazardele produse de schmbările climei;
- asigură pentru anumite plante protejarea de la stresul cauzat de diferențe mari de temperatură și variații ale gradului de umiditate;
- asigură și garantează condiții favorabile pentru navigație, etc.

Deci cunoașterea particularităților globale și locale ale climei sunt foarte importante pentru dezvoltarea durabilă a oricărei țări. Studiul caractericticelor climatice și a sensibilității climatice al anumitor zone a fost direcția principală de cercetare a Profesorului Mihai Coșcodan. A reușit să publice peste 100 de lucrări științifice, printer care și trei monografii. Aceste studii au un impact enorm la determinarea resurselor naturale ale Republicii Moldova. 
Începând cu anul 1970 urmează o activitate prodigioasă în diverse funcții didactice și manageriale: șef Catedra Geografie Generală și Cartografie (1970-1977); decan, Facultatea de Geografie (1977-1987);  rector al Universității de Stat din Tiraspol (1987-1992). Calitățile manangeriale s-au manifestat de la bun început. Catedra Geografie Generală și Cartografie în anii 70-80 ai secolului trecut a fost mereu una din cele de frunte, de rând cu catedrele Fiziologia Omului, Geometrie și Metodica Matematicii, Filosofie. Aceste catedre s-au evidențiat prin organizarea cercetărilor științifice, prin relațiile de colaborare fructoase cu alte instituții și, în primul rând, cu școlile din republic, prin coeziunea collectivilor în organizarea și desfășurarea diferitor activități. 
În aprilie 1987 în Universitatea de Stat din Tiraspol au fost organizate în cadrul republicii primile alegeri democratice ale rectorului universității cu participarea întregului colectiv. Din mai multe candidaturi, cu o majoritate absolută de voturi, rector a fost ales Profesorul Mihai Coșcodan. Ministerul de resort și conducerea orașului Tiraspol au avut o altă candidatură. A fost pentru mira oară când indicațiile ”de sus” nu au fost luate în considerare. Aceste alegeri au fost printre primii pași spre independența și suveranitatea Republicii Moldova. Poporul a demonstrat că dorește schimbări în viața socială. Timpul a arătat că alegerea colectivului a fost corectă și benefică pentru viitor. Avea un talent și un stil deosebit de a organiza activitatea manangerială: totul se îndeplinea cu ușurință ca după un scenariu bine cibzuit. Acesta poate fi numai în cazul când orice activitate este bine planificată la toate etapele ei de realizare. Nu iubia mult să vorbească, era o persoană mai mult a acțiunii. Avea o logică creativă în acțiuni. L-am cunoscut din toamna anului 1960 din momentul când am fost înscris student la Facultatea de Fizică și Matematică. Din toamna anului 1970 pînă în 1992 am fost colegi de lucru. Toți anii aceștea l-am văzut mereu calm în acțiuni. Fiind decan și rector, orice informație verifica înainte de a lua decizie. În septembrie 1990 a fost organizată întâlnirea, în scopul colaborări, cu conducerea Universității Al. Ion Cuza din Iași și s-au început lucrările organizării ai VII-lea Simpozion Tiraspolean de Topologie și aplicațiile ei. Au fost invitați peste 20 de savanți din România. Printre ei erau și numele profesorilor matematicieni de talie mondială: Cabiria Cazacu, Adelina Georgescu, Petru Caraman, Gheorghe Galbură (de origine basarabiană) și alții. Dar condițiile de activitate sau complicat către martie 1991, și a fost luată decizia rectoratului de a desfășura lucrările simpozionului în Vadul lui Vodă. Această previziune a fost la moment oportun, fiindcă în vara anului 1991 separatiștii au blocat trecerea liberă depe un mal al Nistrului pe altul. Balanța stabilității politice se dezechilibra și spulbera de zi pe zi.
Talentul organizatoric s-a manifestat cu profunditate în anii 90 ai secolului trecut. În primul rând ca un patriot fidel a păstrat universitatea în subordonarea Republicii Moldova. Încercări de a o trece în subordonarea separatiștilor au fost multiple. În iunie 1992, în toiul conflictului transnistrean, separatiștii au ocupat cu armele în mâini blocurile de studii și căminile studențești, dar colectivul a continuat activitatea în acete condiții nevavorabile până la decizia din iulie 1992 de a evacua Universitatea în municipiul Chișinău. Acest act de patriotism a fost înalt apreciat de popor. La alegerile legislative din 1990 devine membru al primului Parlament al Republicii Moldova (1990-1994) și este unul dintre semnatarii Declarației de Independență. În anii 90 ai secolului trecut, a fost unul dintre cei care a contribuit la ridicarea bisericii satului natal. De asemenea, grație talentului organizatoric și curajului manifestat de rectorul Mihai Coșcodan, la alegerile prezidențiale din 8 decembrie 1991, în pofida interdicțiilor impuse de autoritățile separatiste tiraspolene,  în Transnistria și în multe alte localități au fost deschise secții de votare, iar una din ele a fost deschisă în incinta Universității din Tiraspol în central Tiraspolului. Mai mult, în prealabil au fost organizate întâlniri al domnului Mircea Snegur cu alegătorii de la multe întrprinderi din Tiraspol și alte localități din stânga Nistrului. Aceste acțiuni concrete au adus peste 2/3 din cetățenii cu drept de vot la secțiile de votare și majoritatea absolută din ei, 98,2%, au votat pentru Mircea Snegur. Aceasta a fost un rezultat de un succes enorm. În mare parte acest succes îi aparține și lui Mihai Coșcodan. Ziarul moscovit „Izvestia” scria în ediția din 10 decembrie 1991 că alegerile pot fi considerate o victorie zdrobitoare, că nu numai băștinașii, dar și minoritățile naționale au votat pentru Mircea Snegur, care-l vedeau anume pe el ca un garant al stabilității și concilierii.  
Acestea sunt unele unele reflecții despre Mihai Coșcodan, care o viață a dăruit științei și ideilor dominante în conștiința națională a basarabenior. 
La 29 aprilie 2016, pe neașteptate, Mihai Coșcodan s-a stins din viață. Doliu în lumea științifică din Republica Molova – scriau toate sursele de informație ale republicii. Așa a trecut ca un fulger viața pământească a lui Mihai Coșcodan, o personalitate notorie, om de știință și politician din Moldova. Lumina acetui fulger, ca și lumina stelei eminescene, v-a continua drumul ei etern.

## Educație
- Școala Normala (Pedagogica) din Călărași
- Universitatea din Tiraspol (Institutul Pedagogic de Stat T. G. Șevcenko din Tiraspol, până în mai 1991), la facultatea de Științe ale Naturii și Geografie, la specialitatea ”Geografie și Biologie”
- doctorat în cadrul Universității de Stat ”Ivan Franko” din Livov

## Carieră
- Din 1965 lucrează la departamentul de Geografie Generala, Universitatea de Stat din Tiraspol (Institutul Pedagogic de Stat T.G. Sevcenko)
- 1970-1977 - Șef de catedră de Geografie Generala si Cartografie, Universitatea de Stat din Tiraspol (Institutul Pedagogic de Stat T.G. Sevcenko)
- 1977-1987 - Decan, Facultatea de Geografie Universitatea de Stat din Tiraspol
- 1987-1992 - Rector al Universității de Stat din Tiraspol
- 1992-1994 - Viceprim-ministru al Republicii Moldova în Guvernul Valeriu Muravschi 28.05.1991 - 01.07.1992 și Guvernul Andrei Sangheli (1) 01.07.1992 - 05.04.1994)
- 1994-1999 - Ambasador al Republicii Moldova în Bulgaria
- 1999-     - Vice Rector al Universității Libere Internaționale din Moldova
- 1999 - Șef de catedră "Științe ale Solului, Geologie și Geografie", doctor în geografie, conferențiar universitar
- -2016 - Departamentul  Științele Solului, Geografie, Geologie, Silvicultură și Design, doctor habilitat în biologie, profesor universitar. Membru Senatului USM.

## Distincții
- Ordinul Republicii (Republica Moldova) nr.0377
- Medalia „Meritul Civic” nr.00853
- България, Мадарски конник (орден) първа степен, Указ 234 (Bulgaria, 07.07.1998) - BG wiki: Носители на орден „Мадарски конник“

## Publicații
- Опыт микроклиматической арактеристики природных территориальных комплексов на примере Кодр (Молдавская ССР)

Authors:	М.Ф. Кошкодан, Автореферат...кандидата географических наук
Publisher: Львов, 1971
- Климат.  Молдавская ССР.

Authors:	Константинова Т.  С.,  Дубовка Ф.В.,  Кошкодан М.Ф.
Publisher:	Кишинев, 1979
- Природные условия Молдавской ССР и их хозяйственное значение: вопросы географии : межвузовский сборник

Authors:	М. Ф. Кошкодан, Институтул Педагожик де Стать "Т. Шевченко".
Publisher:	"Штиинца", 1988
ISBN 5376005178, 9785376005170
Length	89 pages